# Pieces of the Sky
Albums de Emmylou Harris
Gliding Bird
(1970) Elite Hotel
(1975)
Pieces of the Sky (1975) est le 2e album solo de la chanteuse américaine de country rock Emmylou Harris.
Plongé dans le chagrin après la mort de son partenaire Gram Parsons, elle bénéficie ici du soutien du producteur Brian Ahern (en). Il s'agit de son premier album sous son propre nom.

## L'album
L'enregistrement a été effectué dans une vaste demeure louée à Beverly Hills, Ahern installant le studio dans le jardin . De nombreux musiciens ont été engagés : James Burton et Glen D. Hardin, guitariste et pianiste-arrangeur d'Elvis Presley ; Bernie Leadon, Bill Payne, Herb Pedersen, Rodney Crowell, Amos Garrett, Richard Greene et Byron Berline.

## Titres
1. Bluebird Wine (Rodney Crowell) – 3:18
2. Too Far Gone (Billy Sherrill) – 4:05
3. If I Could Only Win Your Love (Charlie Louvin, Ira Louvin) – 2:36
4. Boulder to Birmingham (Emmylou Harris, Bill Danoff) – 3:33
5. Before Believing (Danny Flowers) – 4:44
6. The Bottle Let Me Down (Merle Haggard) – 3:16
7. Sleepless Nights (Felice et Boudleaux Bryant) – 3:25
8. Coat of Many Colors (Dolly Parton) – 3:42
9. For No One (Lennon–McCartney) – 3:40
10. Queen of the Silver Dollar (Shel Silverstein) – 5:14

## Réédition
L'album a été réédité en 2004 avec deux nouveaux titres en bonus :
1. Hank and Lefty (Dallas Frazier, Doodle Owens) – 2:50
2. California Cottonfields (Dallas Frazier, Earl Montgomery) – 2:47

## Musiciens
- Brian Ahern : Guitare acoustique, basse
- Bruce Archer: Guitare acoustique
- Duke Bardwell: Basse
- Byron Berline : violon, mandoline
- James Burton : Guitare électrique, Dobro
- Marquer manchette : Batterie
- Rick Cunha : Guitare acoustique
- Nick DeCaro: arrangements de cordes
- Amos Garrett : Guitare électrique
- Richard Greene : Fiddle
- Tom Guidera: Basse
- Glen D. Hardin : Piano, Piano électrique, des arrangements de cordes
- Emmylou Harris : Chant, Guitare acoustique
- Ben Keith : Pedal Steel
- Bernie Leadon : guitare acoustique, basse, banjo, dobro, chœurs
- Bill Payne : Piano
- Herb Pedersen : guitare acoustique, guitare à 12 cordes, banjo, chœurs
- Danny Pendleton: Pedal Steel
- Ray Pohlman : basse
- Linda Ronstadt : chœurs
- Ricky Skaggs : violon, alto
- Fayssoux Starling : chœurs
- Ron Tutt: Batterie